# Калиновая (Гомельская область)
Калиновая (бел. Калінавая) (до 30 июля 1964 года — Волчье) — деревня в Кочищанском сельсовете Ельского района Гомельской области Белоруссии.

## География

### Расположение
В 15 км на юго-запад от районного центра и железнодорожной станции Ельск (на линии Калинковичи — Овруч), 201 км от Гомеля.

## Гидрография
Кругом мелиоративные каналы, соединённые с рекой Чертень (приток реки Словечна).

## Транспортная сеть
Транспортные связи по просёлочной, затем автомобильной дороге Старое Высокое — Ельск. Планировка состоит из криволинейной широтной улицы, застроенной двусторонне деревянными домами усадебного типа.

## История
Основана в начале XX века переселенцами из соседних деревень. В 1917 году хутор в Скороднянской волости Мозырского уезда. В 1931 году жители вступили в колхоз. Во время Великой Отечественной войны в июле 1942 года оккупанты сожгли деревню и убили 26 жителей. 18 жителей погибли на фронте. В 1959 году в составе колхоза «Защита Советов» (центр — деревня Некрашовка).

## Население

### Численность
- 2004 год — 15 хозяйств, 20 жителей.

### Динамика
- 1917 год — 42 жителя.
- 1940 год — 40 дворов, 185 жителей.
- 1959 год — 146 жителей (согласно переписи).
- 2004 год — 15 хозяйств, 20 жителей.